# Finales NBA 1999
Navigation
Finales 1998 Finales 2000
Les finales NBA 1999 sont la dernière série de matchs de la saison 1998-1999 de la NBA et la conclusion des séries éliminatoires (playoffs) de la saison. Le champion de la conférence Est, les Knicks de New York rencontrent le champion de la conférence Ouest, les Spurs de San Antonio. San Antonio possède l'avantage du terrain. 
Les Spurs ont remporté la série 4 matchs à 1 pour glaner leur premier titre NBA. Tim Duncan a été élu MVP des Finales.

## Contexte
La saison 1998-1999 de la NBA a été raccourcie en raison d’un conflit qui a conduit à un lock-out, annulant les trois premiers mois de la saison. Le calendrier de la NBA comprenait alors 50 matchs de saison régulière, et un calendrier normal des playoffs, ce qui explique que de nombreuses équipes ne se sont jamais affrontées, dont les Knicks et les Spurs.

### Spurs de San Antonio
Il s’agissait de la deuxième année de l'association des « Twin Towers » de David Robinson et Tim Duncan, qui est passé de sa position de pivot naturel au collège à ailier fort pour jouer aux côtés de Robinson à San Antonio. Lors de la première saison du tandem Duncan/Robinson, les Spurs ont remporté 56 matchs, mais ont été éliminés par le Jazz de l'Utah lors du second tour des playoffs 1998. L’année suivante, avec un effectif mené par Robinson, Duncan, Sean Elliott et Avery Johnson, les Spurs se sont remis d’un début de saison de 6-8 pour remporter 31 de leurs 36 derniers matchs et se qualifier comme la meilleure équipe de la conférence Ouest et d'obtenir le meilleur bilan de la ligue.
Après avoir battu les Timberwolves du Minnesota en quatre matchs, San Antonio a enregistré des balayages consécutifs en demi et finale de conférence, battant les Lakers de Los Angeles et les Trail Blazers de Portland. La victoire sur Portland a donné aux Spurs leur toute première participation à la finale NBA.

### Knicks de New York
Les Knicks ont eu plus de mal à accéder aux playoffs que les Spurs. Vers la fin de la saison, des rumeurs avaient commencé à se répandre dans les médias de New York, disant que l’entraîneur Jeff Van Gundy perdrait son emploi avant la fin de la saison si l’équipe ne faisait pas les séries éliminatoires. À la place, New York a viré le manager général Ernie Grunfeld et a permis à Van Gundy de mener l’équipe aux playoffs, se qualifiant à la 8e place. Ils ont affronté le Heat de Miami au premier tour.
Menés par Patrick Ewing, blessé, et s’appuyant sur les contributions de Larry Johnson, Latrell Sprewell, Allan Houston, ainsi que Marcus Camby. Les Knicks ont réussi à maintenir le rythme avec le Heat et Houston a marqué un tir avec 0,8 secondes restantes dans le match 5 de cette série, les Knicks ont été victorieux et sont devenus la deuxième équipe de l’histoire de la NBA, après les Nuggets de Denver à gagner une série éliminatoire en étant classé 8e de la conférence. Les Hawks étaient menés par Dikembe Mutombo pour la prochaine série, bien que le pivot du Zaïre garantissait une victoire, les Knicks ont gagné de manière expéditive en quatre matchs pour faire face aux Pacers de l'Indiana dans la finale de la conférence Est.
Ewing ne pouvait pas continuer la campagne de playoffs en raison d’une blessure et a été contraints d'abandonner après les deux premiers matchs. Dans le match 6, Larry Johnson a subi une blessure au genou mais les Knicks se sont ralliés pour obtenir la victoire et le championnat de conférence.

## Résumé de la saison régulière
| Champion de division | Qualifié pour les playoffs | Non qualifié pour les playoffs |

### Par conférence
| Conférence Est | Conférence Est         | Conférence Est | Conférence Est | Conférence Est |
| No             | Franchise              | Vic.           | Déf.           | PCT            |
| -------------- | ---------------------- | -------------- | -------------- | -------------- |
| 1              | Heat de Miami          | 33             | 17             | 66.0           |
| 2              | Pacers de l'Indiana    | 33             | 17             | 66.0           |
| 3              | Magic d'Orlando        | 33             | 17             | 66.0           |
| 4              | Hawks d'Atlanta        | 31             | 19             | 62.0           |
| 5              | Pistons de Détroit     | 29             | 21             | 58.0           |
| 6              | 76ers de Philadelphie  | 28             | 22             | 56.0           |
| 7              | Bucks de Milwaukee     | 28             | 22             | 56.0           |
| 8              | Knicks de New York     | 27             | 23             | 54.0           |
|                |                        |                |                |                |
| 9              | Hornets de Charlotte   | 26             | 24             | 52.0           |
| 10             | Raptors de Toronto     | 23             | 27             | 46.0           |
| 11             | Cavaliers de Cleveland | 22             | 28             | 44.0           |
| 12             | Celtics de Boston      | 19             | 31             | 38.0           |
| 13             | Wizards de Washington  | 18             | 32             | 36.0           |
| 14             | Nets du New Jersey     | 16             | 34             | 32.0           |
| 15             | Bulls de Chicago       | 13             | 37             | 26.0           |

| Conférence Ouest | Conférence Ouest          | Conférence Ouest | Conférence Ouest | Conférence Ouest |
| No               | Franchise                 | Vic.             | Déf.             | PCT              |
| ---------------- | ------------------------- | ---------------- | ---------------- | ---------------- |
| 1                | Spurs de San Antonio C    | 37               | 13               | 74.0             |
| 2                | Trail Blazers de Portland | 35               | 15               | 70.0             |
| 3                | Jazz de l'Utah            | 37               | 13               | 74.0             |
| 4                | Lakers de Los Angeles     | 31               | 19               | 62.0             |
| 5                | Rockets de Houston        | 31               | 19               | 62.0             |
| 6                | Kings de Sacramento       | 27               | 23               | 54.0             |
| 7                | Suns de Phoenix           | 27               | 23               | 54.0             |
| 8                | Timberwolves du Minnesota | 25               | 25               | 50.0             |
|                  |                           |                  |                  |                  |
| 9                | SuperSonics de Seattle    | 25               | 25               | 50.0             |
| 10               | Warriors de Golden State  | 21               | 29               | 42.0             |
| 11               | Mavericks de Dallas       | 19               | 31               | 38.0             |
| 12               | Nuggets de Denver         | 14               | 36               | 28.0             |
| 13               | Clippers de Los Angeles   | 9                | 41               | 18.0             |
| 14               | Grizzlies de Vancouver    | 8                | 42               | 16.0             |

C - Champions NBA

### Tableau des playoffs
|  | 1er tour         | 1er tour                  | 1er tour              |   |                       | Demi-finales de Conférence | Demi-finales de Conférence | Demi-finales de Conférence |  |   | Finales de Conférence | Finales de Conférence | Finales de Conférence |  |    | Finales NBA        | Finales NBA | Finales NBA |
|  |                  |                           |                       |   |                       |                            |                            |                            |  |   |                       |                       |                       |  |    |                    |             |             |
|  | 1                | Heat de Miami             | 2                     |   |                       |                            |                            |                            |  |   |                       |                       |                       |  |    |                    |             |             |
|  | 8                | Knicks de New York        | 3                     |   |                       |                            |                            |                            |  |   |                       |                       |                       |  |    |                    |             |             |
|  | 8                | Knicks de New York        | 3                     |   | 8                     | Knicks de New York         | 4                          |                            |  |   |                       |                       |                       |  |    |                    |             |             |
|  |                  |                           |                       |   | 8                     | Knicks de New York         | 4                          |                            |  |   |                       |                       |                       |  |    |                    |             |             |
|  |                  | 4                         | Hawks d'Atlanta       | 0 |                       |                            |                            |                            |  |   |                       |                       |                       |  |    |                    |             |             |
|  | 4                | 4                         | Hawks d'Atlanta       | 0 | Hawks d'Atlanta       | 3                          |                            |                            |  |   |                       |                       |                       |  |    |                    |             |             |
|  | 4                |                           |                       |   | Hawks d'Atlanta       | 3                          |                            |                            |  |   |                       |                       |                       |  |    |                    |             |             |
|  | 5                | Pistons de Détroit        | 2                     |   |                       |                            |                            |                            |  |   |                       |                       |                       |  |    |                    |             |             |
|  | 5                | Pistons de Détroit        | 2                     |   |                       |                            |                            |                            |  | 8 | Knicks de New York    | 4                     |                       |  |    |                    |             |             |
|  | Conférence Est   |                           |                       |   |                       |                            |                            |                            |  | 8 | Knicks de New York    | 4                     |                       |  |    |                    |             |             |
|  |                  | 2                         | Pacers de l'Indiana   | 2 |                       |                            |                            |                            |  |   |                       |                       |                       |  |    |                    |             |             |
|  | 3                | 2                         | Pacers de l'Indiana   | 2 | Magic d'Orlando       | 1                          |                            |                            |  |   |                       |                       |                       |  |    |                    |             |             |
|  | 3                |                           |                       |   | Magic d'Orlando       | 1                          |                            |                            |  |   |                       |                       |                       |  |    |                    |             |             |
|  | 6                | 76ers de Philadelphie     | 3                     |   |                       |                            |                            |                            |  |   |                       |                       |                       |  |    |                    |             |             |
|  | 6                | 76ers de Philadelphie     | 3                     |   | 6                     | 76ers de Philadelphie      | 0                          |                            |  |   |                       |                       |                       |  |    |                    |             |             |
|  |                  |                           |                       |   | 6                     | 76ers de Philadelphie      | 0                          |                            |  |   |                       |                       |                       |  |    |                    |             |             |
|  |                  | 2                         | Pacers de l'Indiana   | 4 |                       |                            |                            |                            |  |   |                       |                       |                       |  |    |                    |             |             |
|  | 2                | 2                         | Pacers de l'Indiana   | 4 | Pacers de l'Indiana   | 3                          |                            |                            |  |   |                       |                       |                       |  |    |                    |             |             |
|  | 2                |                           |                       |   | Pacers de l'Indiana   | 3                          |                            |                            |  |   |                       |                       |                       |  |    |                    |             |             |
|  | 7                | Bucks de Milwaukee        | 0                     |   |                       |                            |                            |                            |  |   |                       |                       |                       |  |    |                    |             |             |
|  | 7                | Bucks de Milwaukee        | 0                     |   |                       |                            |                            |                            |  |   |                       |                       |                       |  | E8 | Knicks de New York | 1           |             |
|  |                  |                           |                       |   |                       |                            |                            |                            |  |   |                       |                       |                       |  | E8 | Knicks de New York | 1           |             |
|  |                  | O1                        | Spurs de San Antonio  | 4 |                       |                            |                            |                            |  |   |                       |                       |                       |  |    |                    |             |             |
|  | 1                | O1                        | Spurs de San Antonio  | 4 | Spurs de San Antonio  | 3                          |                            |                            |  |   |                       |                       |                       |  |    |                    |             |             |
|  | 1                |                           |                       |   | Spurs de San Antonio  | 3                          |                            |                            |  |   |                       |                       |                       |  |    |                    |             |             |
|  | 8                | Timberwolves du Minnesota | 1                     |   |                       |                            |                            |                            |  |   |                       |                       |                       |  |    |                    |             |             |
|  | 8                | Timberwolves du Minnesota | 1                     |   | 1                     | Spurs de San Antonio       | 4                          |                            |  |   |                       |                       |                       |  |    |                    |             |             |
|  |                  |                           |                       |   | 1                     | Spurs de San Antonio       | 4                          |                            |  |   |                       |                       |                       |  |    |                    |             |             |
|  |                  | 4                         | Lakers de Los Angeles | 0 |                       |                            |                            |                            |  |   |                       |                       |                       |  |    |                    |             |             |
|  | 4                | 4                         | Lakers de Los Angeles | 0 | Lakers de Los Angeles | 3                          |                            |                            |  |   |                       |                       |                       |  |    |                    |             |             |
|  | 4                |                           |                       |   | Lakers de Los Angeles | 3                          |                            |                            |  |   |                       |                       |                       |  |    |                    |             |             |
|  | 5                | Rockets de Houston        | 1                     |   |                       |                            |                            |                            |  |   |                       |                       |                       |  |    |                    |             |             |
|  | 5                | Rockets de Houston        | 1                     |   |                       |                            |                            |                            |  | 1 | Spurs de San Antonio  | 4                     |                       |  |    |                    |             |             |
|  | Conférence Ouest |                           |                       |   |                       |                            |                            |                            |  | 1 | Spurs de San Antonio  | 4                     |                       |  |    |                    |             |             |
|  |                  | 2                         | Portland TrailBlazers | 0 |                       |                            |                            |                            |  |   |                       |                       |                       |  |    |                    |             |             |
|  | 3                | 2                         | Portland TrailBlazers | 0 | Jazz de l'Utah        | 3                          |                            |                            |  |   |                       |                       |                       |  |    |                    |             |             |
|  | 3                |                           |                       |   | Jazz de l'Utah        | 3                          |                            |                            |  |   |                       |                       |                       |  |    |                    |             |             |
|  | 6                | Kings de Sacramento       | 2                     |   |                       |                            |                            |                            |  |   |                       |                       |                       |  |    |                    |             |             |
|  | 6                | Kings de Sacramento       | 2                     |   | 3                     | Jazz de l'Utah             | 2                          |                            |  |   |                       |                       |                       |  |    |                    |             |             |
|  |                  |                           |                       |   | 3                     | Jazz de l'Utah             | 2                          |                            |  |   |                       |                       |                       |  |    |                    |             |             |
|  |                  | 2                         | Portland TrailBlazers | 4 |                       |                            |                            |                            |  |   |                       |                       |                       |  |    |                    |             |             |
|  | 2                | 2                         | Portland TrailBlazers | 4 | Portland TrailBlazers | 3                          |                            |                            |  |   |                       |                       |                       |  |    |                    |             |             |
|  | 2                |                           |                       |   | Portland TrailBlazers | 3                          |                            |                            |  |   |                       |                       |                       |  |    |                    |             |             |
|  | 7                | Suns de Phoenix           | 0                     |   |                       |                            |                            |                            |  |   |                       |                       |                       |  |    |                    |             |             |

## Formule
Pour les séries finales la franchise gagnante est la première à remporter quatre victoires, soit un minimum de quatre matchs et un maximum de sept. Les rencontres se déroulent dans l'ordre suivant :
| Match | Recevant       | Match | Recevant       | Match | Recevant        | Match | Recevant        |
| ----- | -------------- | ----- | -------------- | ----- | --------------- | ----- | --------------- |
| 1     | Meilleur bilan | 2     | Meilleur bilan | 3     | Moins bon bilan | 4     | Moins bon bilan |

| Match | Recevant        | Match | Recevant       | Match | Recevant       |
| ----- | --------------- | ----- | -------------- | ----- | -------------- |
| 5     | Moins bon bilan | 6     | Meilleur bilan | 7     | Meilleur bilan |

## Les Finales

### Match 1
| 16 juin | Boxscore | Knicks de New York 77, Spurs de San Antonio 89          | Knicks de New York 77, Spurs de San Antonio 89 | Knicks de New York 77, Spurs de San Antonio 89 |  | Alamodome, San Antonio, Texas Affluence : 39,514 Arbitres : - Hugh Evans - Steve Javie - Bennett Salvatore | NBC |
| 16 juin | Boxscore | Score par quart-temps : 27-21, 10-24, 26-26, 14-18      |                                                |                                                |  | Alamodome, San Antonio, Texas Affluence : 39,514 Arbitres : - Hugh Evans - Steve Javie - Bennett Salvatore | NBC |
| 16 juin | Boxscore | Sprewell, Houston 19 Latrell Sprewell 7 Houston, Ward 3 | Points Rebonds Passes d.                       | Tim Duncan 33 Tim Duncan 13 Avery Johnson 8    |  | Alamodome, San Antonio, Texas Affluence : 39,514 Arbitres : - Hugh Evans - Steve Javie - Bennett Salvatore | NBC |
| 16 juin | Boxscore | San Antonio mène la série 1–0                           |                                                |                                                |  | Alamodome, San Antonio, Texas Affluence : 39,514 Arbitres : - Hugh Evans - Steve Javie - Bennett Salvatore | NBC |

### Match 2
| 18 juin | Boxscore | Knicks de New York 67, Spurs de San Antonio 80        | Knicks de New York 67, Spurs de San Antonio 80 | Knicks de New York 67, Spurs de San Antonio 80 |  | Alamodome, San Antonio, Texas Affluence : 39,554 Arbitres : - Dan Crawford - Joe Crawford - Jess Kersey | NBC |
| 18 juin | Boxscore | Score par quart-temps : 15-20, 19-19, 15-17, 18-24    |                                                |                                                |  | Alamodome, San Antonio, Texas Affluence : 39,554 Arbitres : - Dan Crawford - Joe Crawford - Jess Kersey | NBC |
| 18 juin | Boxscore | Latrell Sprewell 26 Latrell Sprewell 7 Charlie Ward 3 | Points Rebonds Passes d.                       | Tim Duncan 25 Tim Duncan 15 Avery Johnson 5    |  | Alamodome, San Antonio, Texas Affluence : 39,554 Arbitres : - Dan Crawford - Joe Crawford - Jess Kersey | NBC |
| 18 juin | Boxscore | San Antonio mène la série 2–0                         |                                                |                                                |  | Alamodome, San Antonio, Texas Affluence : 39,554 Arbitres : - Dan Crawford - Joe Crawford - Jess Kersey | NBC |

### Match 3
| 21 juin | Boxscore | Spurs de San Antonio 81, Knicks de New York 89     | Spurs de San Antonio 81, Knicks de New York 89 | Spurs de San Antonio 81, Knicks de New York 89         |  | Madison Square Garden, New York (État de New York) Affluence : 19,763 Arbitres : - Dick Bavetta - Hue Hollins - Ronnie Nunn | NBC |
| 21 juin | Boxscore | Score par quart-temps : 21-32, 25-17, 16-16, 19-24 |                                                |                                                        |  | Madison Square Garden, New York (État de New York) Affluence : 19,763 Arbitres : - Dick Bavetta - Hue Hollins - Ronnie Nunn | NBC |
| 21 juin | Boxscore | David Robinson 25 Tim Duncan 12 Avery Johnson 4    | Points Rebonds Passes d.                       | Allan Houston 34 Houston, Johnson 5 Latrell Sprewell 5 |  | Madison Square Garden, New York (État de New York) Affluence : 19,763 Arbitres : - Dick Bavetta - Hue Hollins - Ronnie Nunn | NBC |
| 21 juin | Boxscore | San Antonio mène la série 2–1                      |                                                |                                                        |  | Madison Square Garden, New York (État de New York) Affluence : 19,763 Arbitres : - Dick Bavetta - Hue Hollins - Ronnie Nunn | NBC |

### Match 4
| 23 juin | Boxscore | Spurs de San Antonio 96, Knicks de New York 89     | Spurs de San Antonio 96, Knicks de New York 89 | Spurs de San Antonio 96, Knicks de New York 89     |  | Madison Square Garden, New York (État de New York) Affluence : 19,763 Arbitres : - Hugh Evans - Ron Garretson - Mike Mathis | NBC |
| 23 juin | Boxscore | Score par quart-temps : 27-29, 23-17, 22-17, 24-26 |                                                |                                                    |  | Madison Square Garden, New York (État de New York) Affluence : 19,763 Arbitres : - Hugh Evans - Ron Garretson - Mike Mathis | NBC |
| 23 juin | Boxscore | Tim Duncan 28 Tim Duncan 18 Avery Johnson 10       | Points Rebonds Passes d.                       | Latrell Sprewell 26 Marcus Camby 13 Charlie Ward 8 |  | Madison Square Garden, New York (État de New York) Affluence : 19,763 Arbitres : - Hugh Evans - Ron Garretson - Mike Mathis | NBC |
| 23 juin | Boxscore | San Antonio mène la série 3–1                      |                                                |                                                    |  | Madison Square Garden, New York (État de New York) Affluence : 19,763 Arbitres : - Hugh Evans - Ron Garretson - Mike Mathis | NBC |

### Match 5
| 25 juin | Boxscore | Spurs de San Antonio 78, Knicks de New York 77     | Spurs de San Antonio 78, Knicks de New York 77 | Spurs de San Antonio 78, Knicks de New York 77          |  | Madison Square Garden, New York (État de New York) Affluence : 19,763 Arbitres : - Joe Crawford - Steve Javie - Bennett Salvatore | NBC |
| 25 juin | Boxscore | Score par quart-temps : 20-23, 20-15, 19-20, 19-19 |                                                |                                                         |  | Madison Square Garden, New York (État de New York) Affluence : 19,763 Arbitres : - Joe Crawford - Steve Javie - Bennett Salvatore | NBC |
| 25 juin | Boxscore | Tim Duncan 31 David Robinson 12 Avery Johnson 9    | Points Rebonds Passes d.                       | Latrell Sprewell 35 Latrell Sprewell 10 Allan Houston 5 |  | Madison Square Garden, New York (État de New York) Affluence : 19,763 Arbitres : - Joe Crawford - Steve Javie - Bennett Salvatore | NBC |
| 25 juin | Boxscore | San Antonio remporte la série 4–1                  |                                                |                                                         |  | Madison Square Garden, New York (État de New York) Affluence : 19,763 Arbitres : - Joe Crawford - Steve Javie - Bennett Salvatore | NBC |

## Équipes

### Spurs de San Antonio
| Effectif des Spurs de San Antonio 1998-1999 |
| --- |
| 2 Jaren Jackson • 4 Steve Kerr • 6 Avery Johnson • 10 Andrew Gaze • 11 Brandon Williams • 17 Mario Elie • 21 Tim Duncan (MVP Finales) • 25 Jerome Kersey • 31 Malik Rose • 32 Sean Elliott • 33 Antonio Daniels • 41 Will Perdue • 50 David Robinson • 54 Gerard King Entraîneur : Gregg Popovich |

### Knicks de New York
| Effectif des Knicks de New York 1998-1999 |
| --- |
| 1 Chris Childs • 2 Larry Johnson • 4 Ben Davis • 8 Latrell Sprewell • 9 Rick Brunson • 14 Chris Dudley • 20 Allan Houston • 21 Charlie Ward • 23 Marcus Camby • 25 David Wingate • 32 Herb Williams • 33 Patrick Ewing • 40 Kurt Thomas Entraîneur : Jeff Van Gundy |

## Statistiques

### Spurs de San Antonio
| Joueur          | MJ | MC | MPG  | FG%  | 3P%  | FT%  | RPG  | APG | SPG | BPG | PPG  |
| --------------- | -- | -- | ---- | ---- | ---- | ---- | ---- | --- | --- | --- | ---- |
| Antonio Daniels | 4  | 0  | 6.0  | 80,0 | 100  | 0    | 0.5  | 1.0 | 0.3 | 0.0 | 2.5  |
| Tim Duncan      | 5  | 5  | 45.8 | 53,7 | 0    | 79,5 | 14.0 | 2.4 | 1.0 | 2.2 | 27.4 |
| Mario Elie      | 5  | 5  | 35.0 | 44,7 | 30,8 | 87,0 | 4.0  | 2.6 | 1.2 | 0.0 | 11.6 |
| Sean Elliott    | 5  | 5  | 36.2 | 33,3 | 27,8 | 63,6 | 3.0  | 3.0 | 0.8 | 0.2 | 8.0  |
| Jaren Jackson   | 5  | 0  | 19.2 | 32,4 | 37,5 | 0    | 1.4  | 1.0 | 1.0 | 0.0 | 6.6  |
| Avery Johnson   | 5  | 5  | 39.2 | 50,0 | 0    | 60,0 | 2.6  | 7.2 | 0.6 | 0.0 | 9.2  |
| Steve Kerr      | 5  | 0  | 8.8  | 40,0 | 50,0 | 0    | 1.0  | 0.4 | 0.0 | 0.0 | 1.8  |
| Jerome Kersey   | 2  | 0  | 2.0  | 100  | 0    | 0    | 0.0  | 0.0 | 0.0 | 0.0 | 1.0  |
| Gerard King     | 2  | 0  | 1.0  | 0    | 0    | 0    | 0.0  | 0.0 | 0.0 | 0.0 | 0.0  |
| David Robinson  | 5  | 5  | 37.0 | 42,4 | 0    | 68,8 | 11.8 | 2.4 | 1.0 | 3.0 | 16.6 |
| Malik Rose      | 5  | 0  | 12.8 | 20,0 | 0    | 50,0 | 2.4  | 0.4 | 0.6 | 0.4 | 1.2  |

### Knicks de New York
| Joueur           | MJ | MC | MPG  | FG%  | 3P%  | FT%  | RPG | APG | SPG | BPG | PPG  |
| ---------------- | -- | -- | ---- | ---- | ---- | ---- | --- | --- | --- | --- | ---- |
| Rick Brunson     | 1  | 0  | 1.0  | 0    | 0    | 0    | 0.0 | 0.0 | 0.0 | 0.0 | 0.0  |
| Marcus Camby     | 5  | 3  | 27.0 | 50,0 | 0    | 75,0 | 7.8 | 0.2 | 0.6 | 2.0 | 9.6  |
| Chris Childs     | 5  | 0  | 21.0 | 22,7 | 20,0 | 50,0 | 1.2 | 2.2 | 0.4 | 0.0 | 2.4  |
| Chris Dudley     | 5  | 2  | 15.6 | 25,0 | 0    | 33,3 | 3.8 | 0.2 | 0.2 | 0.6 | 1.2  |
| Allan Houston    | 5  | 5  | 44.4 | 42,7 | 16,7 | 92,3 | 3.2 | 3.4 | 0.4 | 0.0 | 21.6 |
| Larry Johnson    | 5  | 5  | 37.0 | 28,6 | 11,1 | 61,5 | 4.8 | 1.4 | 1.2 | 0.2 | 7.6  |
| Latrell Sprewell | 5  | 5  | 44.2 | 41,0 | 28,6 | 84,2 | 6.6 | 2.6 | 1.4 | 0.2 | 26.0 |
| Kurt Thomas      | 5  | 0  | 21.0 | 34,4 | 0    | 60,0 | 7.6 | 0.4 | 1.2 | 0.0 | 5.6  |
| Charlie Ward     | 5  | 5  | 29.0 | 46,2 | 33,3 | 50,0 | 3.2 | 3.6 | 2.6 | 0.4 | 5.8  |
| Herb Williams    | 2  | 0  | 1.5  | 0    | 0    | 0    | 0.0 | 0.0 | 0.0 | 0.0 | 0.0  |